# Перттунен, Татьяна Алексеевна
Татьяна Алексеевна Перттунен (1881—1963) — карельская сказительница, исполнитель эпических песен.

## Биография
Потомок сказителя Архиппы Перттунена (по его брату Игнату). Родилась в семье крестьян-батраков. До революции батрачила у крестьян. Вышла замуж за Степана Перттунена (потомка Архиппы). Работала в колхозе «Красный Ударник». С 1936 г. жила в Ухте, в годы Великой Отечественной войны — в эвакуации в г. Онега (один из сыновей погиб в войну).
Участвовала в Ухтинской конференции сказителей в 1941 году, юбилее эпоса «Калевала» (1949 г.).

## Наследие
Руны усвоила от слепого рунопевца Михаила Архиповича Перттунена (брата деда). Начиная с 1930-х гг. от Татьяны Перттунен записано 35 эпических традиционных рун. Будучи неграмотной, она слагала и новины на современные темы.
От неё записаны варианты рун «Погоня за лосем», «Рождение огня», «Ранение колена», «Поимка девы-лосося» и др.

## Память
Сохранился дом сказительницы, памятник культурного наследия Карелии, на доме установлена мемориальная доска с текстом